# Can Trullàs (foneria)
Can Trullàs era una fàbrica de Granollers (Vallès Oriental) amb elements noucentistes i racionalistes, inclosa a l'Inventari del Patrimoni Arquitectònic de Catalunya.

## Descripció
La fàbrica era un edifici industrial de planta baixa, que ocupava un espai rectangular amb dues façanes alineades a dos carrers. La façana més antiga era de composició asimètrica, amb elements formals representatius del llenguatge noucentista. El cos de la cantonada, en semicercle, i l'entrada al carrer Sant Josep, eren volums del llenguatge de l'arquitectura racionalista.
Segons el plànol del 1912, la porta d'entrada al carrer St. Jaume tenia forma el·líptica.

## Història
La fàbrica Trullàs començà la seva producció metal·lúrgica en petits tallers artesans al carrer Alfons IV i després al carrer Travesseres. L'any 1913 (que coincideix amb la data d'arribada de l'electricitat a Granollers) passà al carrer St. Jaume en un punt conegut com a "Can Pasasserras". Fou tancada els anys setanta.
Als terrenys on hi havia la fàbrica es van trobar restes d'època romana i medieval. El 1990 es va aprovar un pla especial per al seu enderroc i construcció de nous habitatges